# ストレミーテリヌイ (駆逐艦・2代)
ストレミーテリヌイ （ロシア語:feriorремимилали「永久」の意）は、1930年代後半に建造されたソ連海軍のグネフヌイ級駆逐艦。
1938年に完成したこの艦はバルチック艦隊に所属したが、1940年半ばに北方艦隊に配備された。1941年6月にドイツ軍のソ連侵攻バルバロッサ作戦が開始されると、北極圏沿岸への上陸作戦に従事した。7月にポリャールヌイでドイツの爆撃機によって撃沈され、乗組員および民間人の111名が亡くなった。翌年、ストレミーテリヌイの残骸の一部が回収された。

## 艦歴
レニングラードの造船所189号にて1936年8月22日に起工、1937年2月4日に進水、1938年11月18日に就役し、 11月29日にバルチック艦隊所属となった。この船は、1939年12月1日に同型艦スメトリヴィと軽巡洋艦キーロフとともにルッサロー島の沿岸砲を攻撃したほか、冬戦争中は哨戒と護衛の任務に従事していた。1940年5月9日にストレミーテリヌイは北方艦隊に移された。
1941年6月22日にドイツのソ連侵攻であるバルバロッサ作戦が始まったとき、ストレミーテリヌイはポリャールヌイを母港としていた。7月14日の白金狐作戦にて、同型艦グロームキイおよびグレミャーシチイとともに、ザパドナヤ・リツァ川の河口西側に上陸した部隊を援護した。6日後、ストレミーテリヌイはポリャールヌイに係留されている間にドイツの爆撃機Ju 87に攻撃され、船体の中央へ4つの爆弾が投下された。命中した爆弾はボイラー室と機関室で爆発し、それらの区画にいた乗組員は全員戦死した。船体は半分に割れ、船尾は数分で沈没、船首も20分で沈んだ。爆撃を受けた際、船内で演技をしていた数人の芸人を含む合計111名が死亡した。 ストレミーテリヌイの残骸は1942年4月に一部が回収され、船尾は同型艦ラズームヌイを修理するために使用された。